# NGC 6196
NGC 6196 је елиптична галаксија у сазвежђу Херкул која се налази на NGC листи објеката дубоког неба.
Деклинација објекта је + 36° 4' 23" а ректасцензија 16h 37m 53,8s. Привидна величина (магнитуда) објекта NGC 6196 износи 13,0 а фотографска магнитуда 14,0. NGC 6196 је још познат и под ознакама IC 4615, UGC 10482, MCG 6-36-58, CGCG 196-88, PGC 58644.